# Маштада
Маштада (рос. Маштада) — село Ахвахського району, Дагестану Росії. Входить до складу муніципального утворення Сільрада Верхньоінхелінська.
Населення — 268 (2010).

## Населення
За даними перепису населення 2002 року в селі мешкало 197 осіб. У тому числі 91 (46,19 %) чоловік та 106 (53,81 %) жінок.
Переважна більшість мешканців — каратинці (77 % усіх мешканців). У селі переважає каратинська мова.